# Boulay-les-Ifs
Boulay-les-Ifs är en kommun i departementet Mayenne i regionen Pays de la Loire i nordvästra Frankrike. Kommunen ligger i kantonen Pré-en-Pail som tillhör arrondissementet Mayenne. År 2022 hade Boulay-les-Ifs 136 invånare.

## Befolkningsutveckling
Antalet invånare i kommunen Boulay-les-Ifs
| Referens: INSEE |